# Mercedes-Benz Citaro G
A Mercedes-Benz Citaro G (vagy O530 G) az EvoBus Citaro típuscsaládjának háromtengelyes csuklós (18 m) változata. Nevében a G a német Gelenkbus (csuklós busz) rövidítése.
Jobbkormányos elrendezéssel is kapható.

## Előfordulás

### Budapest
2013 májusa óta az ArrivaBus üzemeltetésében 80 darab (2014-től további 1 darab) Mercedes-Benz Citaro C2 G típusú csuklós busz szolgálja Budapestet. 2017-től a BKV 11 darab 17-19 éves használt csuklós Citaro buszt bérelt, továbbá 8 darab ráncfelvarrott példány is rója a Főváros útjait 2018 óta. 2023 júniusában az ArrivaBus eladta a flottáját német szolgáltatóknak és használtjármű-kereskedőknek, mert beszerzett 81-81 darab MAN Lion's City 12 és 18 járművet.

### Szeged
Szegeden 2005. december 31. óta a Volánbusz helyi járatban közlekedtet Citaro G típusú autóbuszokat. A társaság 6 ilyen gázüzemű járművel rendelkezik.

### Kecskemét
2014 eleje óta könnyíti a megyeszékhely lakóinak közlekedését a 25 hibrid hajtású csuklós járműflotta.

### Székesfehérvár
Székesfehérváron a Volánbusz helyi járatban közlekedtet Citaro G típusú autóbuszokat.

### Veszprém
Veszprémben 2019. január 1. óta a V-Busz Veszprémi Közlekedési Kft. üzemelteti a helyi járatokat, többek között 7 db Mercedes-Benz Citaro G autóbusszal, amelyek 2021 végéig közlekedtek a városban.

### Külföld
Külföldön többek között London, Szaloniki, Hannover és Tübingen tömegközlekedését erősítik.

## Képek

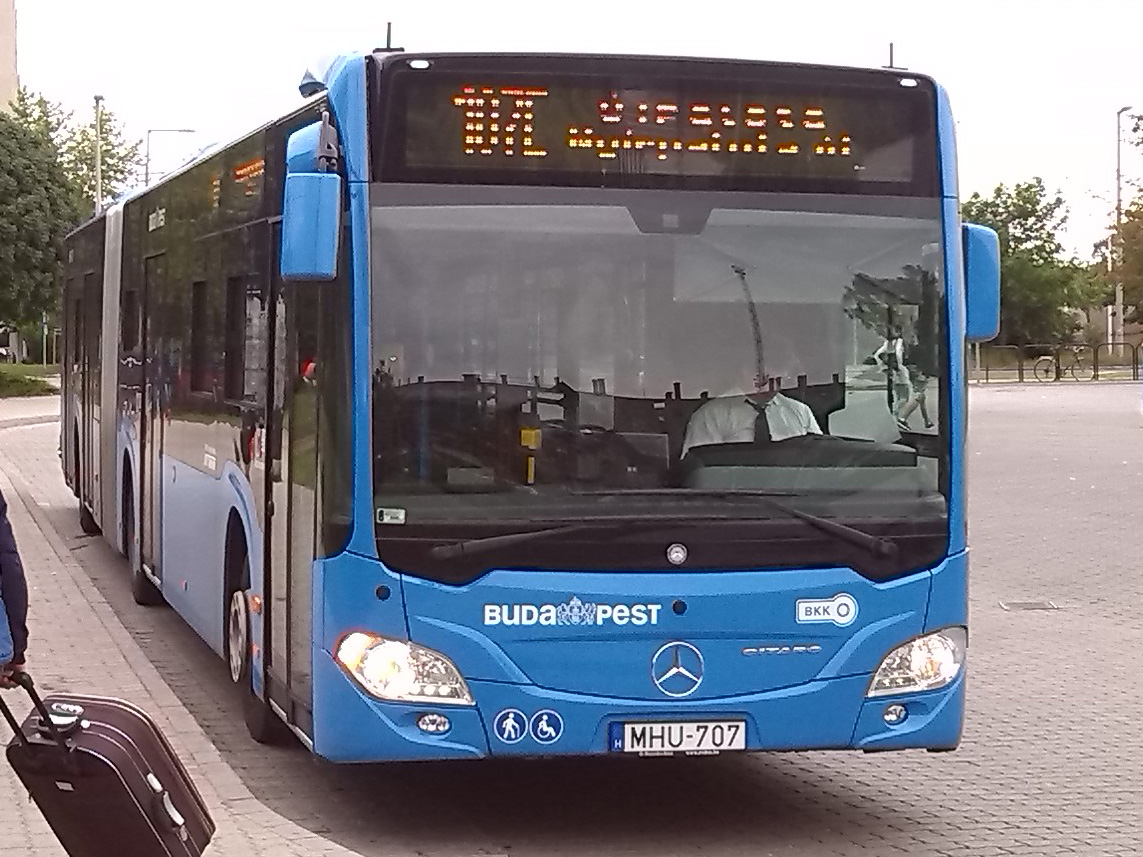
Citaro G Budapesten
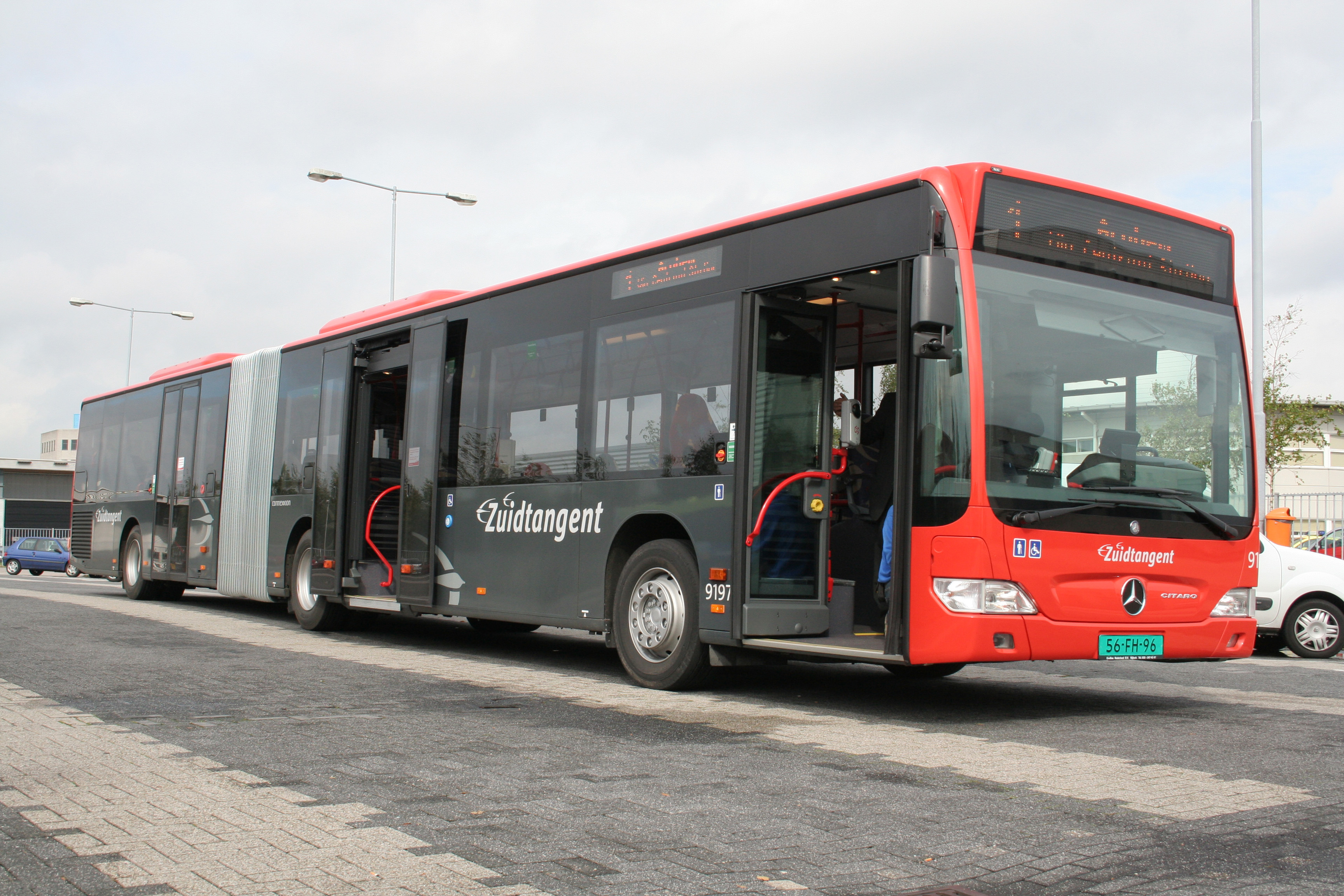
Citaro G Hollandiában
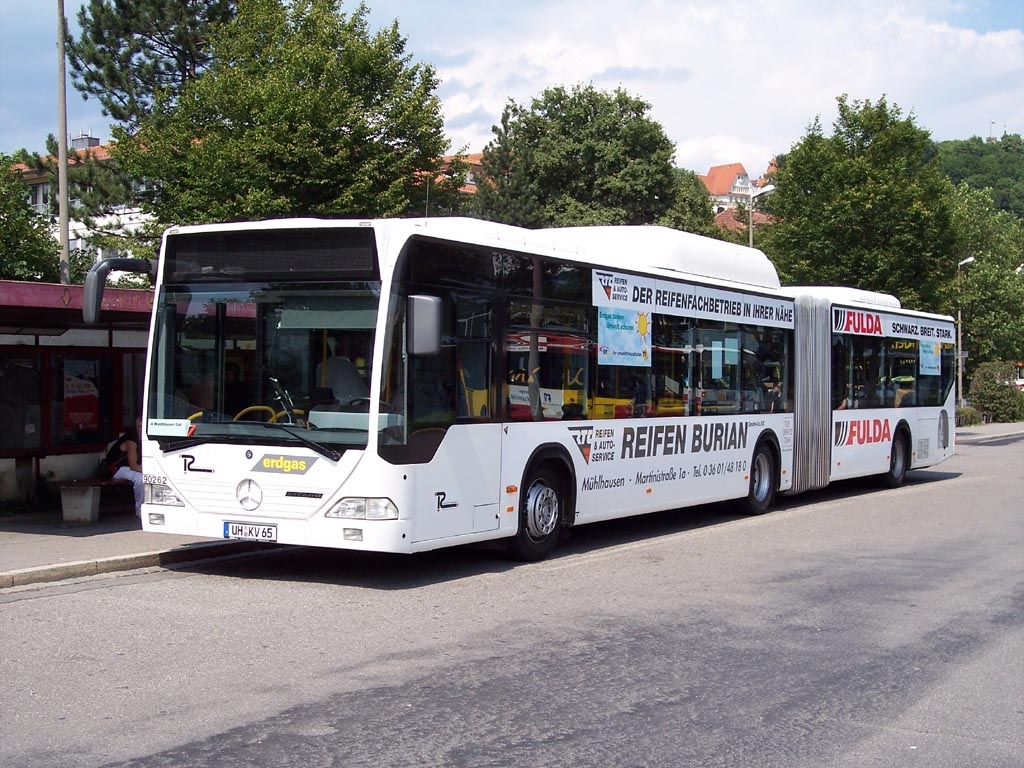
Citaro G Tübingenben
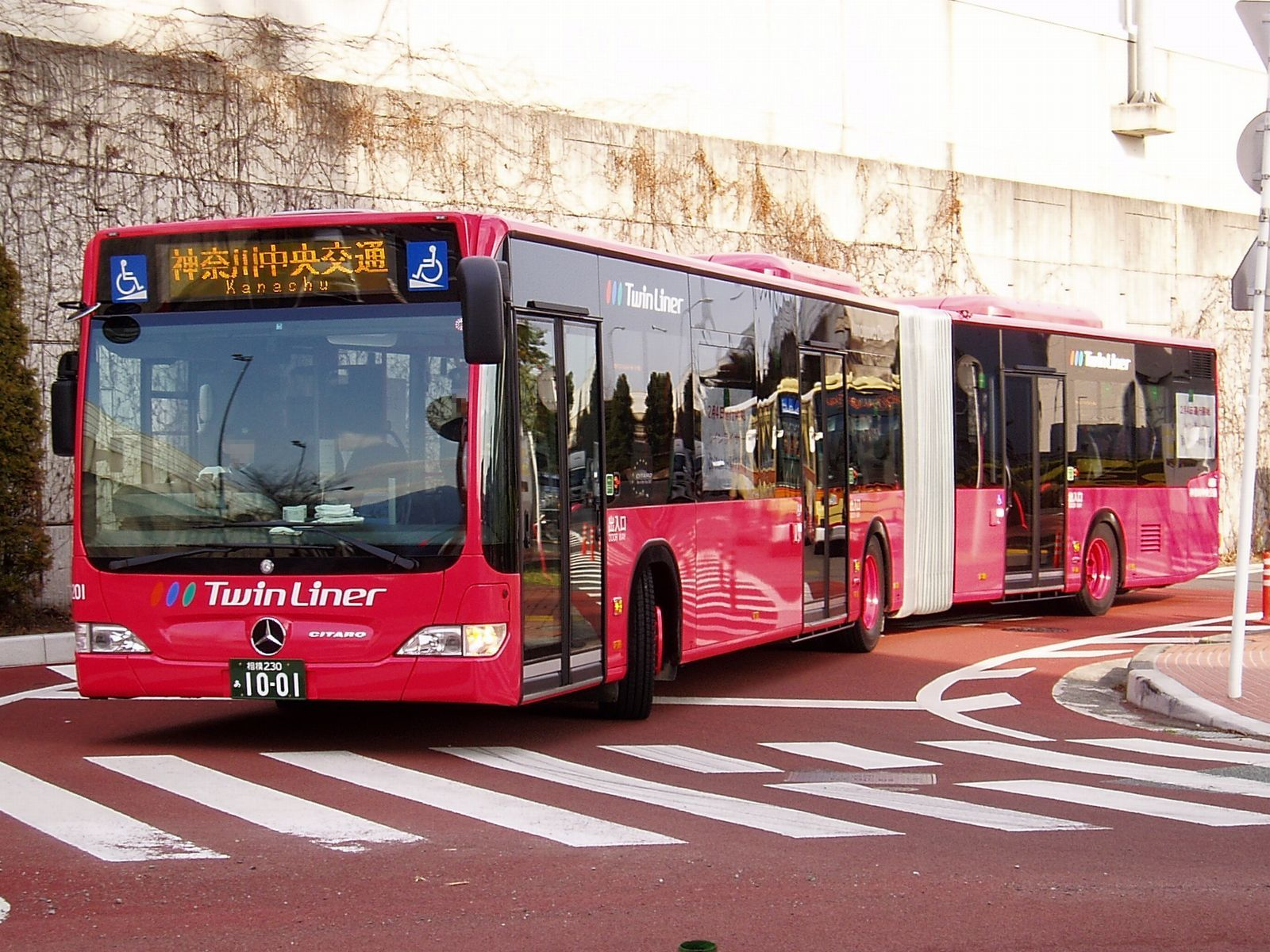
Citaro G Japánban
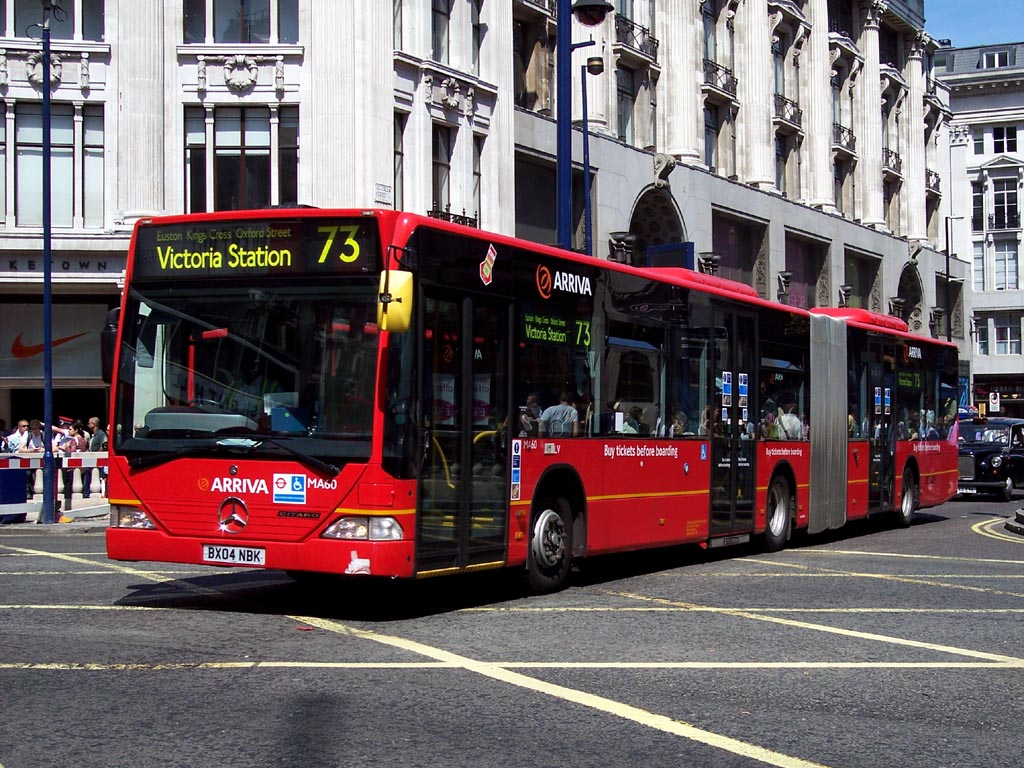
Citaro G Londonban
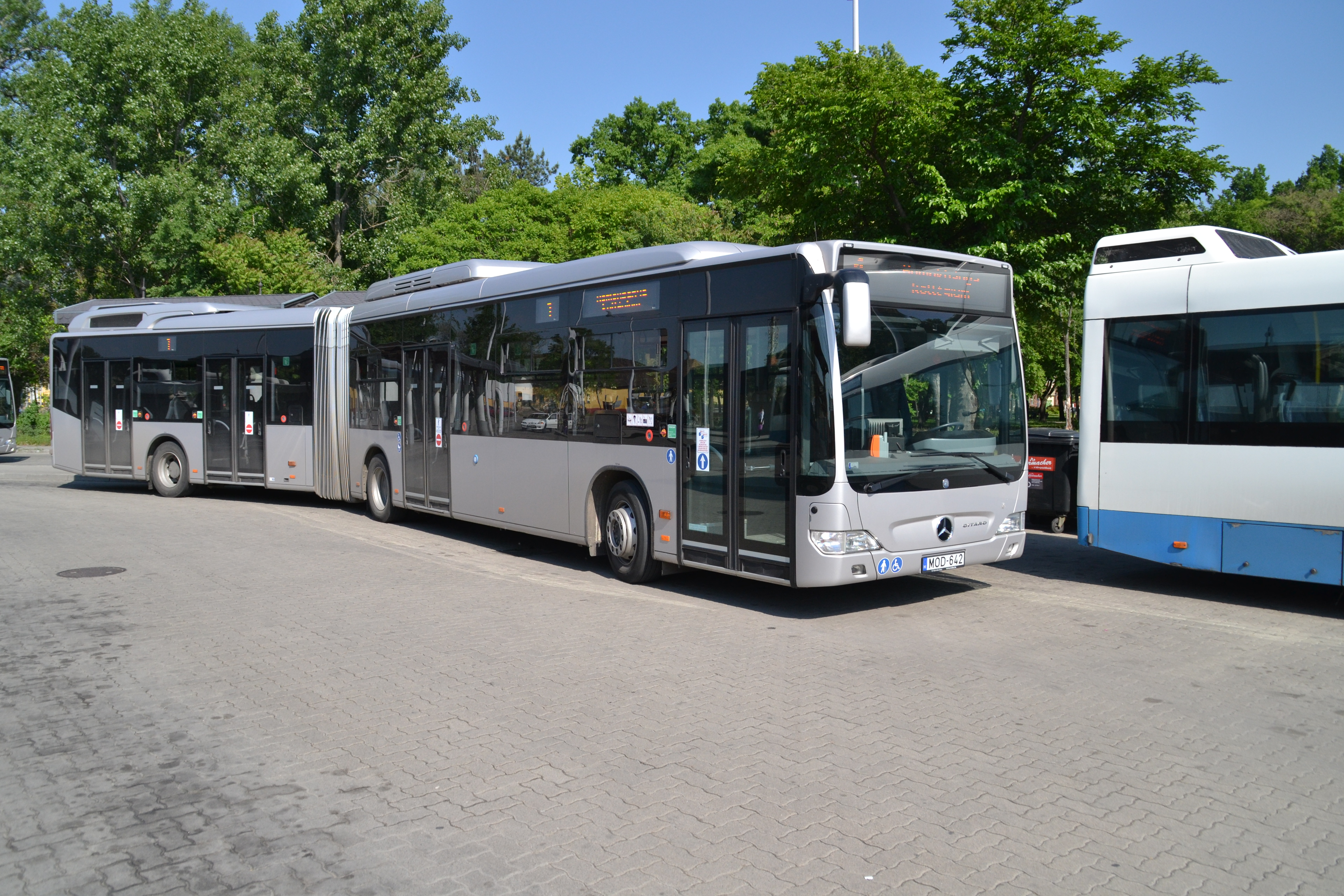
Kecskeméten